# Orden de la Unión Perfecta

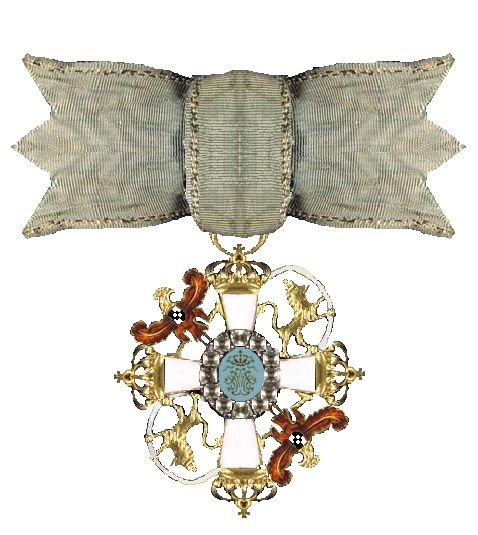
Insignia de la orden.

La Orden de la Unión Perfecta fue una orden de caballería instituida por Sofía Magdalena, esposa de Cristián VI, rey de Dinamarca, el 7 de agosto de 1732, para ambos sexos. 
La divisa es una cruz de esmalte blanco con los brazos en escama azul orlada y angulada con radios de oro, cargada de un óvalo de esmalte rojo dividido en cuatro cuarteles con dos águilas y dos perros encontrados de esmalte blanco y sobrecargado con otro óvalo blanco. La cinta es azul con filetes blancos.